# 리치먼드 (노스요크셔주)

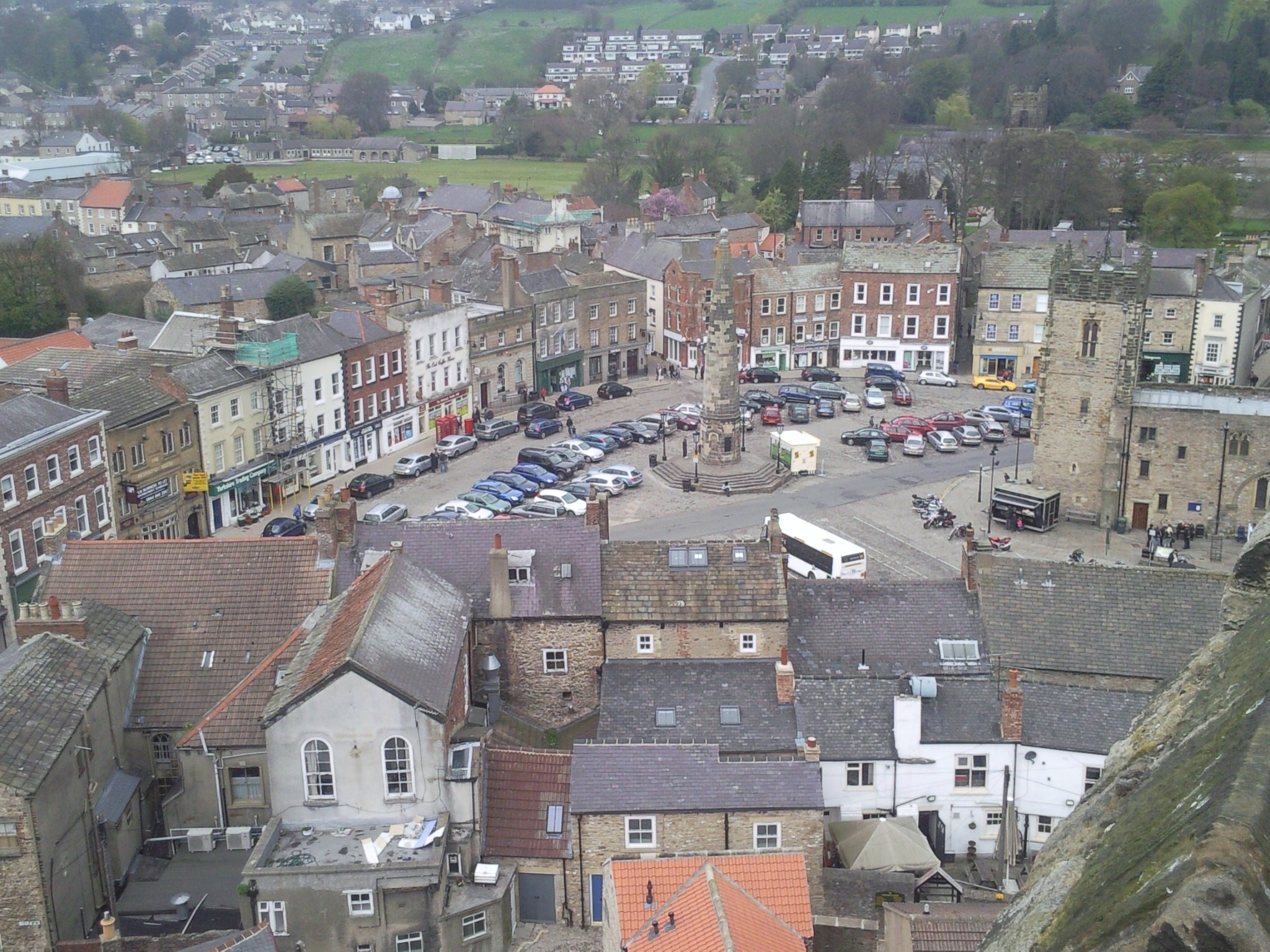
리치먼드

리치먼드(Richmond)는 노스요크셔주의 도시로, 인구는 8,178명이다.